# ヤバネヒイラギモチ
ヤバネヒイラギモチとはモチノキ科の植物の一種。学名Ilex cornuta。別名シナヒイラギ、ヒイラギモチ。流通名チャイニーズホーリー。 クリスマスホーリーで流通していることもあるが、同属のセイヨウヒイラギ（学名I. aquifolium）が本来のクリスマスホーリーである。
中国東北部、朝鮮南部に自生する3m前後の常緑小高木。雌雄異株で4～5月頃に黄緑色の花を咲かせ、果実は12～1月頃に赤熟する。生け垣、鉢植などにされる。
なお、名前に「ヒイラギ」が付くが、ヒイラギはモクセイ科で本種とは全く別の植物である。